# Tabanus rubripes
Tabanus rubripes är en tvåvingeart som beskrevs av Macquart 1838. Tabanus rubripes ingår i släktet Tabanus och familjen bromsar. Inga underarter finns listade i Catalogue of Life.